# John William Draper
John William Draper, ameriški filozof, zdravnik, kemik, zgodovinar in fotograf angleškega rodu, * 5. maj 1811, St Helens, grofija Lancashire (danes Merseyside), Anglija, † 4. januar 1882, Hastings-on-Hudson, New York, ZDA.
Draper je najbolj znan po svojem delu iz fotokemije.

## Življenje
Rodil se je očetu Johnu Christopherju Draperju, wesleyjanskemu duhovniku in materi Sarah, rojeni Ripley. Imel je tri sestre: Dorothy Catherine, Elizabeth Johnson in Sarah Ripley. 23. junija ga je krstil duhovnik Jabez Bunting. Ker je moral oče služiti v več kongregacijah po Angliji, se je družina večkrat selila. Do leta 1822 se je šolal doma, nato pa je začel hoditi na Woodhouse Grove School v Apperley Bridgeu. Od leta 1826 se je spet šolal doma, leta 1829 pa je začel študirati na Univerzitetnem kolidžu v Londonu (UCL).
13. septembra 1831 se je poročil z Antonio Coetano de Pavio Pereiro Gardner (okoli 1814-1870), hčerjo Daniela Gardnerja, dvornega zdravnika portugalskega kralja Janeza VI. in Carlote. Antonia se je rodila v Brazliji, ko je kraljeva družina zaradi Napoleonovega vdora prebežala iz Portugalske. Ni točno znana identiteta njene matere. Okoli leta 1830 je skupaj z bratom začela živeti pri teti v Londonu.
Po smrti očeta julija 1831 se je morala mati Johna Williama z otroki preseliti v Virginijo. John William je upal, da bo dobil mesto profesorja v krajevnem metodističnem kolidžu.
V letu 1832 se je družina naselila v Okrožju Mecklenburg v Virginiji 12 km vzhodno od Christiansvillea (danes Chase Cityja). Čeprav je prišel prepozno, da bi dobil predvideno profesorsko mesto, je v Cristiansvilleu ustanovil laboratorij. Tu je opravljal poskuse in objavil osem člankov preden je začel študirati medicino. Njegova sesta Dorothy Catherine Draper je s poučevanjem risanja in slikanja priskrbela sredstva za njegovo medicinsko izobrazbo. Marca 1836 je diplomiral na Medicinski šoli Univerze Pensilvanije. Istega leta je začel predavati na Kolidžu v Hampden Sidneyju v Virginiji.
V letu 1837 je sprejel profesorsko mesto na Univerzi v New Yorku. Naslednje leto so ga izbrali za profesorja kemije in botanike. Na njeni medicinski šoli je bil profesor med letoma 1840 in 1850, njen rektor od 1850 do 1873 in profesor kemije do leta 1881. Bil je med ustanovitelji Medicinske šole Univerze v New Yorku, tedanjega Univerzitetnega medicinskega kolidža.

## Delo
Dal je pomembne dosežke v fotokemiji. S svojimi izboljšavami (1839) Daguerreovega procesa je omogočil portretno fotografijo. Izdal je več učbenikov: kemije (1846), naravoslovja (1847), fiziologije (1866) in znanstveno razpravo o sevalni energiji (1878). To razpravo je bral Stefan pred oblikovanjem svojega zakona o sevanju črnega telesa naslednje leto.
Draper je bil tudi med pionirji astrofotografije. Leta 1840 je naredil prvo fotograijo Lune, ki je pokazala njene površinske značilnosti. Nato je leta 1843 naredil dagerotipije, ki so pokazale nove Lunine značilnosti v vidnem spektru. Leta 1850 je izdeloval fotografije skozi mikroskop in v svoje delo vključil svojega sina Henryja, tedaj še najstnika.
V letu 1842 je podal domnevo, da lahko povzročajo kemijske spremembe le absorbirani svetlobni žarki. Ta domneva je postala znana kot Grotthuss-Draperjev zakon. Podobno misel je leta 1817 podal latvijski naravoslovec Theodor Grotthuss.
Leta 1847 je Draper poskušal ugotoviti pri kateri temperaturi začne segreto telo sevati. Tega ni ugotovil, ugotovil pa je, da narašča gostota izsevanega energijskega toka mnogo hitreje kot premosorazmerno s temperaturo.
Proučeval je tudi zgodovinska vprašanja. V letu 1862 je napisal delo Zgodovina intelektualnega razvoja Evrope (The History of the Intellectual Development of Europe), kjer je uporabil metode fizikalne znanosti na zgodovino. Med letoma 1867 in 1870 je napisal delo v 3. knjigah Zgodovina ameriške državljanske vojne (History of the American Civil War), leta 1874 pa delo Zgodovina nasprotja med religijo in znanostjo (History of the Conflict between Religion and Science). Zadnja knjiga velja za eno izmed najbolj vplivnih del teze o pravem nasprotju med znanostjo in religijo, ki je prevzela ime iz naslova tega Draperjevag dela.
Draper je bil med letoma 1876 in 1877 prvi predsednik Ameriškega kemijskega društva.
Umrl je na svojem domu v Hastingsu-on-Hudson. Pogrebne slovesnosti so izvedli v cerkvi svetega Marka v pristavi v New Yorku. Pokopali so ga na pokopališču Green-Wood v današnjem Brooklynu.

## Družina
Imel je šest otrok:
- John Christopher Draper (1835–1885)
- Henry Draper (1837–1882)
- Virginia Draper Maury (1839–1885)
- Daniel Draper (1841–1931)
- William Draper (1845–1853)
- Antonia Draper Dixon (1849–1923)